# Cónclave de 1464
El cónclave papal de 1464 (28-30 de agosto), convocado después de la muerte del papa Pío II, eligió como su sucesor al cardenal Pietro Barbo, que tomó el nombre de Pablo II.

## Participantes
El papa Pío II falleció el 14 de agosto de 1464 en Ancona, durante los preparativos de la cruzada contra el Imperio Otomano. Al momento de su muerte, quedaban 29 cardenales vivos, pero solo 19 o 20 de ellos participaron en el cónclave.
Diez electores eran italianos, cuatro españoles, cuatro franceses y uno griego. Seis fueron creados por Pío II, seis por Eugenio IV, cuatro por Calixto III y tres por Nicolás V.
| Nombre                           | Origen     | Título                  | Edad | Consistorio | Creado por  |
| -------------------------------- | ---------- | ----------------------- | ---- | ----------- | ----------- |
| Basilio Besarión                 | Trebisonda | Frascati                | 61   | 1439        | Eugenio IV  |
| Guillaume d'Estouteville         | Francia    | Ostia-Velletri          | 52   | 1439        | Eugenio IV  |
| Juan de Carvajal, O.P.           | Castilla   | Porto-Santa Rufina      | 64   | 1446        | Eugenio IV  |
| Juan de Torquemada, O.P.         | Castilla   | Sabina-Poggio Mirteto   | 76   | 1440        | Eugenio IV  |
| Ludovico Trevisan                | Venecia    | San Lorenzo in Damaso   | 63   | 1439        | Eugenio IV  |
| Pietro Barbo                     | Venecia    | San Marcos              | 46   | 1440        | Eugenio IV  |
| Latino Orsini                    | Roma       | San Juan y San Pablo    | 54   | 1448        | Nicolás V   |
| Alain de Coëtivy                 | Francia    | Santa Práxedes          | 56   | 1448        | Nicolás V   |
| Filippo Calandrini               | Génova     | San Lorenzo in Lucina   | 60   | 1448        | Nicolás V   |
| Juan de Mella                    | Castilla   | Santa Prisca            | 67   | 1456        | Calixto III |
| Giacomo Tebaldi                  | Roma       | Santa Anastasia         | ?    | 1456        | Calixto III |
| Richard Olivier de Longueil      | Francia    | San Eusebio             | 63   | 1456        | Calixto III |
| Angelo Capranica                 | Lazio      | Santa Cruz de Jerusalén | 54   | 1460        | Pío II      |
| Berardo Eroli                    | Umbría     | Santa Sabina            | 55   | 1460        | Pío II      |
| Bartolomeo Roverella             | Ferrara    | San Clemente            | 58   | 1461        | Pío II      |
| Louis d'Albret                   | Francia    | SS. Marcelino y Pietro  | 41   | 1461        | Pío II      |
| Giacomo Ammanati Piccolomini     | Siena      | San Crisógono           | 42   | 1461        | Pío II      |
| Rodrigo de Borja                 | Valencia   | San Nicola in Carcere   | 33   | 1456        | Calixto III |
| Francesco Todeschini Piccolomini | Siena      | San Eustaquio           | 25   | 1460        | Pío II      |
| Francesco Gonzaga                | Mantua     | Santa María Nuova       | 20   | 1461        | Pío II      |

## Ausentes
Diez cardenales (más de 1/3 de todo el Sacro Colegio) no participaron en este cónclave.
De los cardenales ausentes, cinco fueron creados por Pío II, dos por Eugenio IV, uno por Calixto III y uno por Nicolás V. Pierre de Foix fue el último cardenal sobreviviente del Gran Cisma de Occidente y fue elevado por el antipapa pisano Juan XXIII.
Entre ellos había tres franceses, dos italianos, dos alemanes, dos españoles y un húngaro.
| Nombre                  | Origen    | Título                           | Edad | Consistorio | Creado por  |
| ----------------------- | --------- | -------------------------------- | ---- | ----------- | ----------- |
| Pierre de Foix, O.F.M.  | Francia   | Albano                           | 79   | 1414        | Juan XXIII  |
| Peter von Schaumberg    | Baviera   | San Vital                        | 76   | 1439        | Eugenio IV  |
| Luis Juan de Milá       | Valencia  | Cuatro Santos Coronados          | 34   | 1456        | Calixto III |
| Dénes Szécsi            | Hungría   | San Ciriaco                      | 64   | 1439        | Eugenio IV  |
| Jean Rolin              | Francia   | S. Stefano al Monte Celio        | 53   | 1448        | Nicolás V   |
| Niccolò Fortiguerra     | Toscana   | Santa Cecilia                    | 44   | 1460        | Pío II      |
| Burkhard von Weisbriach | Salzburgo | SS. Nereo y Achilleo             | 43   | 1460        | Pío II      |
| Jean Jouffroy           | Francia   | SS. Silvestro e Martino ai Monti | 54   | 1461        | Pío II      |
| Jaume Cardona           | Cataluña  | Ninguno                          | 59   | 1461        | Pío II      |

## Candidatos al papado
Bessarion, d'Estouteville, Trevisan, Carvajal, Torquemada y Barbo fueron mencionados como principales papables en los informes contemporáneos de los embajadores y enviados de los príncipes italianos. También se mencionó a Calandrini, Roverella y Capranica como posibles candidatos.

## Elección del Papa Pablo II
En la tarde del 28 de agosto todos los cardenales presentes en Roma entraron en el cónclave en el Vaticano, con excepción del cardenal enfermo Torquemada, que se unió al resto al día siguiente.
Inicialmente, para asegurar a los cardenales una mayor cuota de poder de la que habían disfrutado bajo Pío II, se preparó la capitulación del cónclave, que suscribieron todos, excepto Ludovico Trevisan. Los términos de la capitulación fueron los siguientes:
- Continuar las Cruzadas contra el Imperio Otomano.
- Abandonar Roma sólo con el consentimiento de la mayoría de los cardenales; la península italiana con el consentimiento de todos.
- Colegio de Cardenales limitado a veinticuatro miembros, que deberían ser mayores de treinta años.
- El nuevo papa sólo podría nombrar un cardenal nepote.
- La creación de cardenales o el avance de beneficios requerían el consentimiento del colegio.

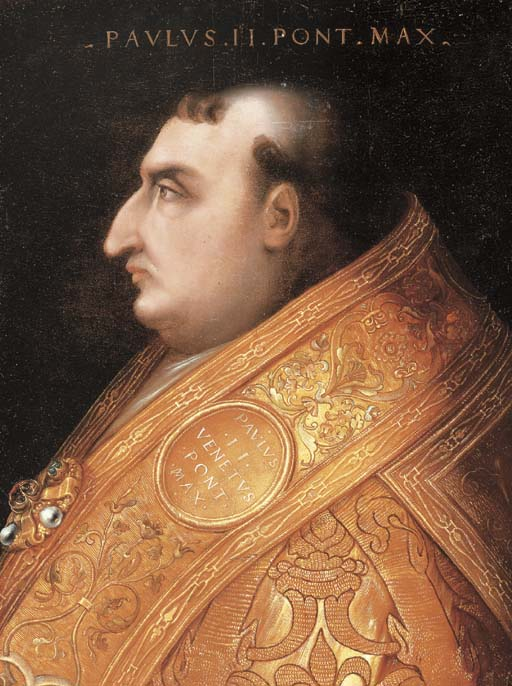
Paulo II.

El primer escrutinio tuvo lugar el 30 de agosto. El cardenal Pietro Barbo obtuvo once votos, mientras que los restantes recayeron en Trevisan y d'Estouteville.  En el siguiente acceso, Barbo recibió tres votos adicionales y fue elegido Papa. Adoptó el nombre de Pablo II, y poco después, el protodiácono Rodrigo Borgia anunció la elección al pueblo de Roma con la antigua fórmula «Habemus papam». 
El 6 de septiembre, el nuevo Papa fue coronado solemnemente en las escaleras de la Basílica patriarcal Vaticana.  Normalmente, el rito de la coronación papal lo oficiaba el cardenal protodiácono, pero Rodrigo Borgia enfermó poco después de la elección, y le sustituyó el cardenal Niccolò Fortiguerra.